# TuKola

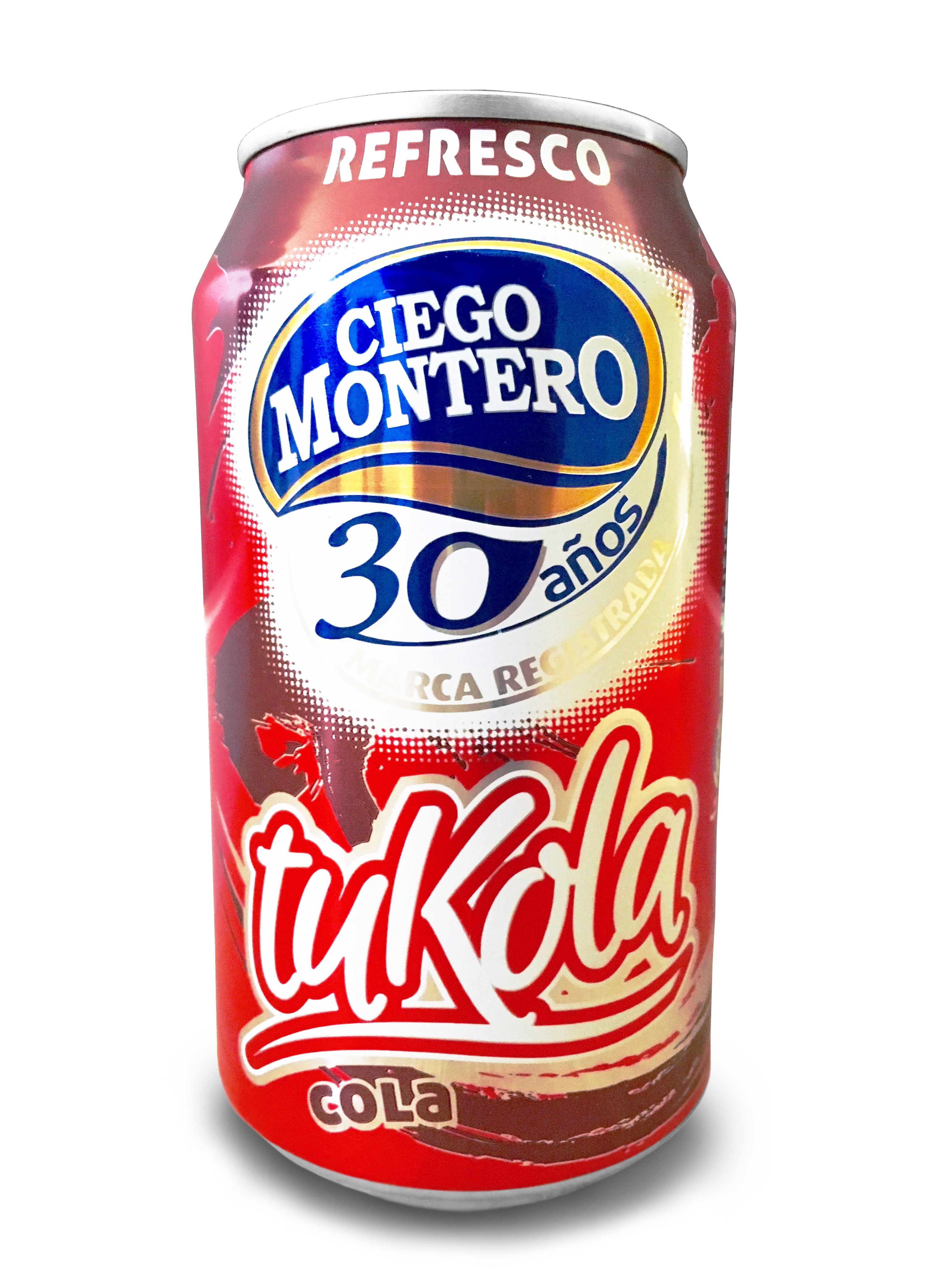
Dose „tuKola“

tuKola [spanisch für „deine Cola“] ist eine kubanische Cola, die unter der Marke „Ciego Montero“ vom Staatsbetrieb „Los Portales S.A.“ in Guane (Provinz Pinar del Río) hergestellt wird.
Nach der Revolution unter Fidel Castro verhängten die USA ein weitreichendes Wirtschaftsembargo gegen Kuba, was auch den Import der US-amerikanischen Marken Coca-Cola und Pepsi verbot. In der Folge entstanden die eigenen kubanischen Cola-Marken „TropiCola“, „tuKola“ und „FiestaCola“. Sowohl unter der kubanischen Bevölkerung als auch im Tourismusbereich hat sich tuKola als führende Cola-Marke etabliert. Die anderen Marken spielen nur noch eine untergeordnete Rolle.
tuKola wird in Dosen mit 355 ml und in PET-Flaschen mit 1,5 l und 2 l verkauft. 
Unter dem Namen „tuKola dietética“ wird auch eine kalorienreduzierte Light-Version angeboten.
In den frühen 1990er-Jahren gab es ein Joint Venture der TuKola-Dachmarke Ciego Montero des kubanischen Betriebes Los Portales SA mit dem italienischen Unternehmen Sanpellegrino. Seit der Übernahme desselben durch Nestlé Waters wird TuKola, ebenso wie die anderen Produkte der Marke Ciego Montero, daher von Nestlé Waters verwaltet.